# Máy đo trọng lực

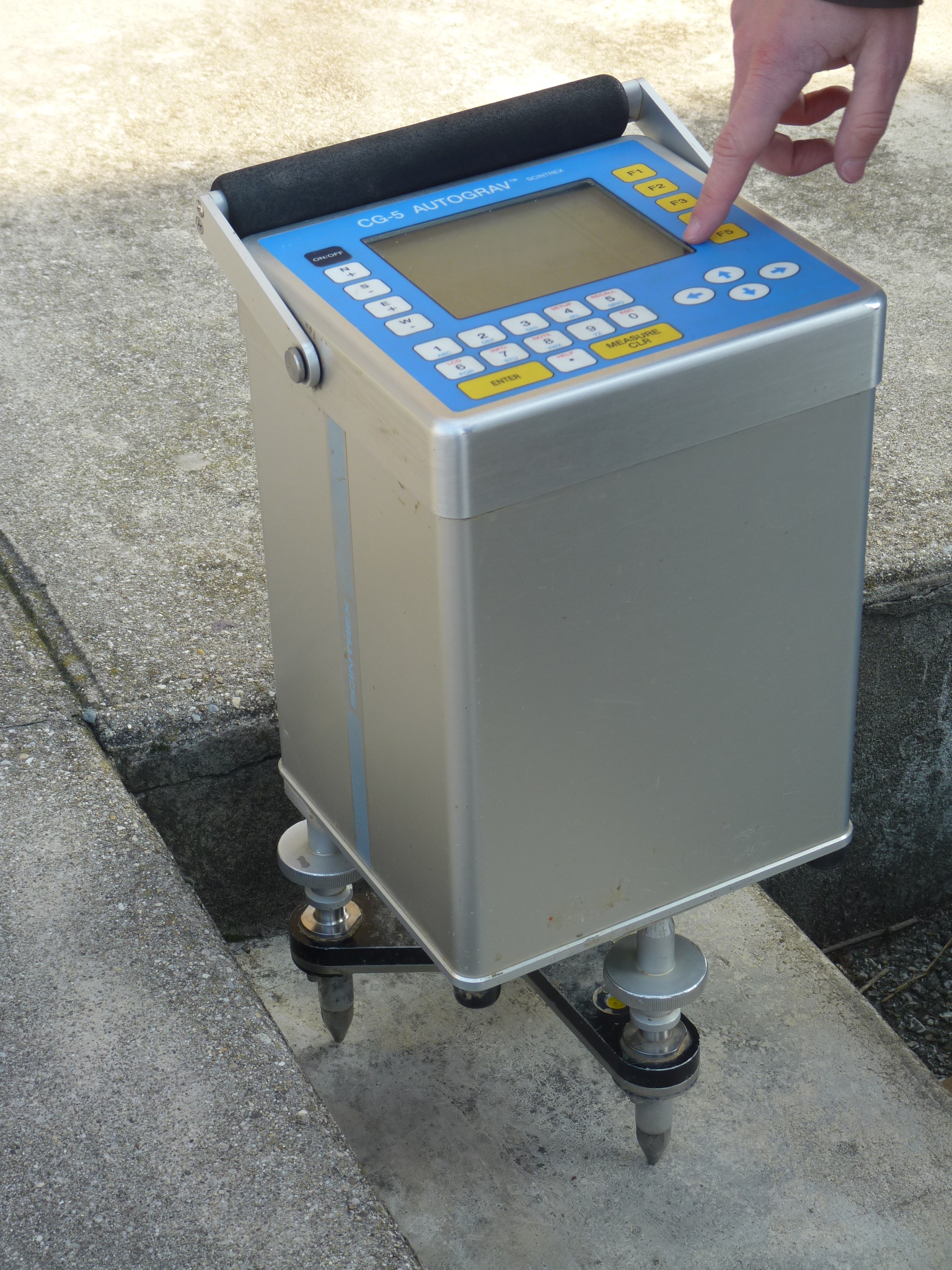
Máy Scintrex Autograv CG-5 Gravimeter đang làm việc

Máy đo trọng lực (Gravimeter) là công cụ để đo Trọng trường Trái Đất tại địa phương cụ thể.
Đó là loại máy đo gia tốc, chuyên dùng để đo gia tốc trọng trường, được thiết kế cực nhạy để đo những thay đổi cực nhỏ gây ra bởi các cấu trúc địa chất gần đó, hoặc của hình dạng của Trái Đất, và do các biến động thủy triều.
Máy đo trọng lực hiển thị đo lường bằng đơn vị của gal, được định nghĩa bằng 1 cm/s2, thay vì các đơn vị phổ biến hơn của gia tốc.
Máy đo trọng lực được sử dụng trong Thăm dò trọng lực phục vụ nghiên cứu Vật lý Địa cầu, và trong Địa vật lý thăm dò: nghiên cứu địa chất tổng quan, tìm kiếm dầu khí, thăm dò khoáng sản,...

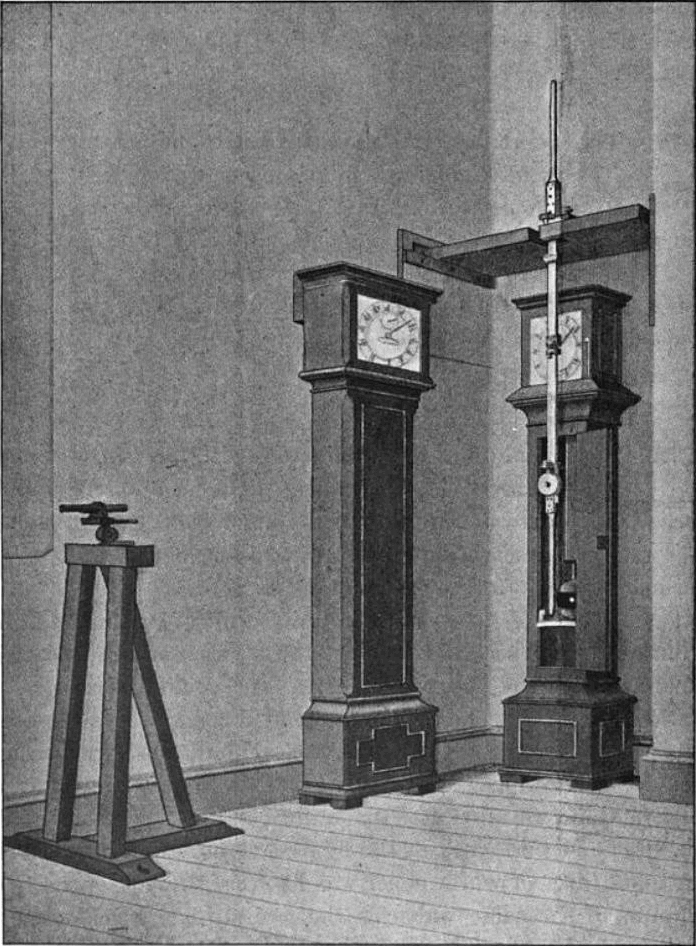
Biểu diễn đo trọng lực bằng Con lắc Kater năm 1818. Tần số dao động lắc được so với con lắc mẫu (phía sau). Bên trái là con lắc mẫu kiển tra để tránh sai lỗi.

## Lịch sử
Thời kỳ đầu đo đạc trọng lực sử dụng con lắc trọng lực: con lắc Kater, con lắc Repsold, con lắc ngược Holweck - Lejay,... để nghiên cứu là chính. Chu kỳ dao động T của con lắc quan hệ ngược với trọng lực g:
{\displaystyle T=2\pi {\sqrt {\frac {L}{g}}}}
trong đó L là độ dài từ trụ lắc đến trọng tâm của con lắc. Đo chu kỳ T sẽ tính được g.
Nền tảng của máy đo trọng lực hiện đại được Lucien Lacoste và Arnold Romberg phát triển năm 1936. Sau đó các cải tiến để đo trên tàu được hoàn thiện vào năm 1965.
Từ 2005, các máy đo được số hóa (Digital), tạo thuận lợi cho đo đạc và quản lý số liệu.

## Nguyên lý chung
Nguyên tắc cơ bản của thiết kế máy đo trọng lực tương tự như các máy đo gia tốc khác, nhưng khác ở điểm có độ nhạy cực cao để phân biệt được những thay đổi cực nhỏ của trường, cỡ nanogal trên nền trường ở mặt đất là cỡ 980 gal. Nó dẫn đến các máy cũng cực kỳ nhạy cảm với các rung động, mà việc chống lại các rung động này là khó khăn rất lớn. Phương cách chính được áp dụng, là làm tắt các dao động với hằng số thời gian lớn.

## Máy đo trọng lực tuyệt đối
Máy đo trọng lực tuyệt đối đo trực tiếp gia tốc trường bằng cách theo dõi vật nặng thả rơi trong ống chân không. Vật nặng là mảnh cắt có khả năng phản chiếu toàn phần tia laser từ hệ giao thoa kế Michelson. Sự giao thoa được theo dõi bằng đồng hồ rubidi siêu chính xác, từ đó tính ra gia tốc rơi.
Máy đo trọng lực tuyệt đối được dùng cho việc hiệu chỉnh máy đo trọng lực tương đối, trong thiết lập lưới điểm tựa (Control network), và đôi khi dùng trong khảo sát các dị thường trọng lực (dạng khoảng trống, Voids).
Lưới điểm tựa (Control network) là lưới các điểm có giá trị trường được đo bằng máy có độ chính xác cao, làm mốc giá trị trường cho các đo đạc bằng máy có độ chính xác thấp hơn hoặc các máy cho ra giá trị tương đối. 

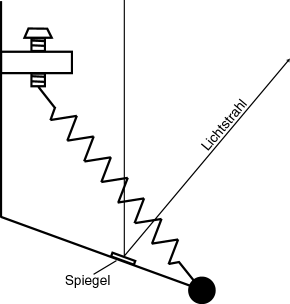
Nguyên lý thiết kế máy đo trọng lực LaCoste-Romberg-Gravimeters

## Máy đo trọng lực tương đối
Máy đo trọng lực tương đối là máy đo sử dụng phổ biến trong thăm dò. Phần lớn máy đo trọng lực tương đối sử dụng lò xo đặc biệt ổn định cao để cân trường trọng lực, như máy đo trọng lực LaCoste-Romberg-Gravimeters. Vật nặng dùng cho phép cân có gắn gương (Spiegel), và tia sáng (Lichtstrahl) chiếu vào gương rồi phản xạ lên tấm kính có vạch chia. Các máy số hóa hiện đại thì thay kính này bằng cảm biến diode.
Kết quả cân được số hóa, hiển thị và lưu giữ.
Khi sử dụng máy đo tương đối, chuyến đo phải bắt đầu và kết thúc đo tại Điểm tựa, là các điểm có giá trị trường được đo bằng máy có độ chính xác cao hơn. Máy đo trọng lực tương đối cho ra số đọc biểu kiến, và dựa theo chênh lệch với giá trị tại điểm tựa để tính ra giá trị trường.

## Máy đo trọng lực siêu dẫn
Máy đo trọng lực siêu dẫn thì sử dụng cân là quả cầu nghịch từ siêu dẫn niobi có đường kính 25 mm (1"), đặt trong một từ trường ổn định, và được làm lạnh bằng heli lỏng để đạt trạng thái siêu dẫn. Trường từ cần thiết để treo quả cầu tỷ lệ thuận với cường độ của trường hấp dẫn của Trái Đất, và dòng điện duy trì từ trường là kết quả của phép cân. Dòng điện này được số hóa với độ phân giải cao, và được chuyển đổi ra số đo trọng lực.
Tại Đức, máy đo trọng lực siêu dẫn Supraleitendes Gravimeter SG-30 đang phục vụ tại Đài quan sát Wettzell  Theo Virtanen (2006) các máy này đạt độ nhạy nanogal.

## Máy đo gradient trọng lực
Máy đo gradient trọng lực (Gravity Gradiometer) là dạng máy đo cho ra trực tiếp số liệu gradient trọng lực tại vị trí đo đạc. Máy có những cảm biến gia tốc lập ra cặp, trong mỗi cặp thì cảm biến đặt cách nhau một khoảng cách và hướng xác định, để thu được độ chênh trường theo hướng đó và hiển thị ra kết quả là gradient.
Máy đơn giản nhất là có 1 cặp cảm biến thẳng đứng để đo gradient thẳng đứng.
Đo trực tiếp gradient sẽ loại trừ ảnh hưởng của các biến thiên, nhiễu trường,... và là phương tiện phát hiện dị thường nhỏ và tương đối gần điểm đo, ví dụ các hầm ngầm, hầm cố thủ,...

## Các biến thể máy
- Máy đo trọng lực đường bộ là máy gọn nhất dùng cho đo đường bộ. Nó dùng các bọt thủy để chỉnh vị trí cân bằng.
- Máy đo trên máy bay: Ví dụ máy Micro-g LaCoste Air-Sea System II Gravity Meter (Mỹ)[5] là hệ thống đo trên máy bay và trên boong tàu biển, sử dụng con quay hồi chuyển để duy trì định hướng.
- Máy đo trên boong tàu thuyền đang chạy, như máy ZLS.[6]
- Máy đo sát đáy biển kéo theo tàu để có độ chi tiết tốt hơn, như hệ thống Submersible Gravimeter dùng máy trọng lực Micro-g LaCoste S-174[7] lắp trên hệ các đăng.[8]
- Máy đo điểm ở đáy biển bằng hệ thống điều khiển xa như Seafloor Gravimeter ROVDOG (Remotely Operated Vehicle deployed Deep Ocean Gravimeter)[9], đạt được độ chi tiết gần như đo trên mặt đất.